# 東方蜜蜂
東方蜜蜂（學名：Apis cerana），蜜蜂屬下的一個蜜蜂種，自然分布範圍西至巴基斯坦、東至台灣與日本、東北至中國雙城子、西北至中國青海與甘肅、南至印度尼西亞與巴布亞新幾內亞，包括整個南亞、東南亞與東亞，近幾年更擴展至澳大利亞北部，日本的某些島嶼也有再引入計畫。東方蜜蜂有不同的俗名，也可稱為亞洲蜜蜂、土蜜蜂、野蜂等等，各地的稱呼也不同，在中國稱為中华蜜蜂、中华蜂、中蜂，在日本稱為日本蜂，在印度稱為印度蜜蜂。它是沙巴蜂的姐妹种。

## 生物特性
東方蜜蜂的生物特性與西方蜜蜂（Apis mellifera）有明顯的差異，其特性為對瓦螨有抗性、容易飛遷、對黃蜂抵抗性較強。在亞洲各地有很多養殖的東方蜜蜂，但因其較西方蜜蜂難以管理、蜂蜜產量也遠少於養殖的西方蜜蜂及自然環境破壞，使近幾年的養殖量呈現減少的趨勢，但東方蜜蜂的蜂蜜口感特殊，其蜂蜜價格在各產地都高於西方蜜蜂所產的蜂蜜。
東方蜜蜂是瓦螨的原始寄主，兩者已共存千百萬年，雖然工蜂與雄蜂遭瓦螨寄生，但不致對整個蜂群造成重大影響，遭瓦螨寄生的工蜂與雄蜂皆會劇烈搖晃引起周圍工蜂的注意並協助清除瓦螨。西方蜜蜂被引入東方蜜蜂的原產地，使瓦螨傳播到西方蜜蜂的蜂群，大多數養殖的西方蜜蜂品種不具備清除瓦螨的能力，從而引發瓦螨危害西方蜜蜂的問題。東方蜜蜂另一特性是外出採集的溫度較西方蜜蜂更低，外界氣溫12°C仍能正常的進行採集活動，8°C才中止外出採集，某些品種可耐更低的溫度，甚至可於外界低於0°C飛出巢外進行排泄飛行，東方蜜蜂耐低溫的特性使其適合為早春低溫開花的植物進行授粉，例如薔薇科的櫻、梨、桃、李等重要的經濟類果樹。東方蜜蜂更適合高山地區果樹栽培的授粉工作。
東方蜜蜂能隨著外界環境開花植物的多寡調整蜂群的大小，所以發生蜂群缺蜜情況較不嚴重（但長期缺蜜仍會使蜂群嚴重縮小及引起飛逃），隨外界調節蜂群大小的能力使東方蜜蜂適應野外的生存，這項能力也是東方蜜蜂能廣佈亞洲的重要原因（部分人工養殖的蜜蜂品種如西方蜜蜂的亞種義大利蜂需人工適時的餵食，否則會因飢餓與病蟲害問題而滅群），野外生存的能力使其自然的擴散至亞洲各地，近幾年更從巴布亞紐幾內亞自然擴散進入澳洲北部，造成澳洲養蜂業的恐慌，擔心瓦螨會隨著東方蜜蜂傳播至澳洲養殖的西方蜜蜂身上，進而導致澳洲的包裹蜜蜂無法出口。澳洲養蜂業對東方蜜蜂採取敵視態度並持續消滅入侵的東方蜜蜂，並發佈許多不正確的指謫以維持澳洲的包裹蜜蜂出口。
東方蜜蜂在台灣的養殖觀察:低溫情況下蜂群會緊緊包覆蜂巢，對幼蟲區保溫，且蜂團外部形成緊密的球形，即便是低溫攝氏5~10°C也保溫良好,蜂蜜消耗少。當外界氣溫達到23~25°C以上開始在蜂巢門口出現工蜂扇風行為且氣溫越高數量越多,蜂蜜消耗也較冬季高很多,夏季酷暑季節有渡夏的行為,整群蜜蜂靜悄悄,不出去採蜜,直到秋季花期才開始大量外出採蜜。

## 亞種
東方蜜蜂分布範圍廣大，分布區域涵蓋熱帶、亞熱帶、溫帶與寒帶，在各地形成不同的亞種，各亞種的體型與體色也有差異，南方亞種或熱帶亞種個體較小，蜂群也較小，北方亞種或寒帶亞種個體較大，蜂群也較大。北方亞種或寒帶亞種也能如西方蜜蜂一樣在冬季結成緊密的蜂團並依靠儲存的蜂蜜渡過漫長的寒冬，南方亞種或熱帶亞種則適應炎熱的氣候，目前對各亞種的分類研究與生物特性還未十分明瞭。
- 中華亞種 A. c. cerana：指名亞種。
- 印度亞種 A. c. indica
- 日本亞種 A. c. japonica 身長13mm。
- 喜馬拉雅亞種 A. c. himalaya= A. c. skorikovi
- 海南亞種 A. c. hainana
- 阿壩亞種 A. c. abansis

東南亞分布
- 東南亞種 A. c. nuluensis
- 爪哇亞種 A. c. javana

## 病蟲害與天敵
- 東方蜜蜂囊狀幼蟲病
- 大虎頭蜂
- 瓦螨

## 圖輯

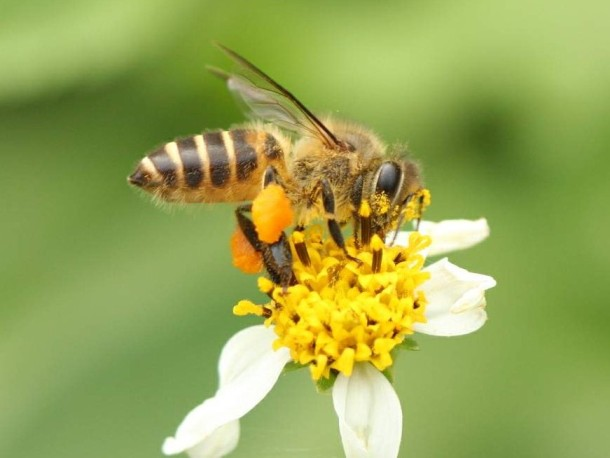
工蜂採蜜
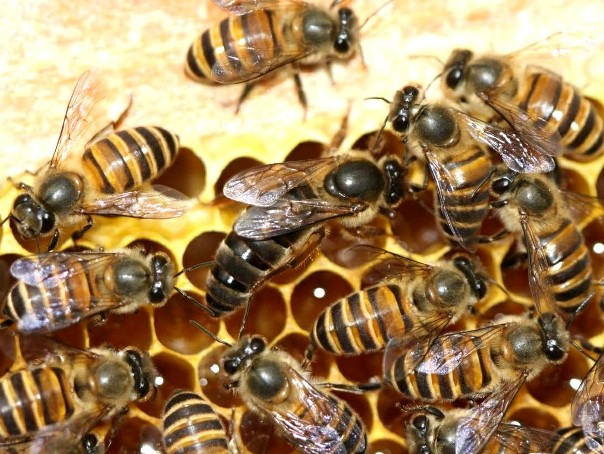
蜂王
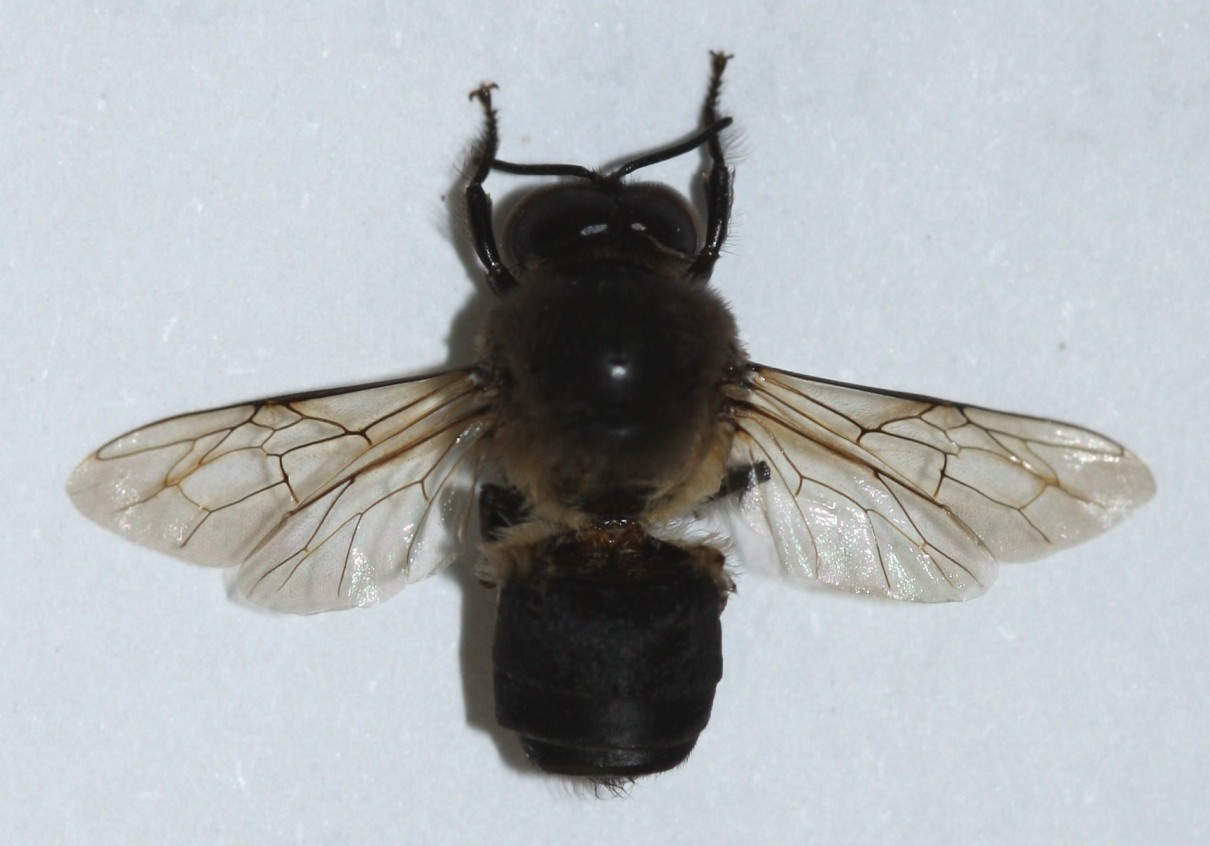
雄蜂標本
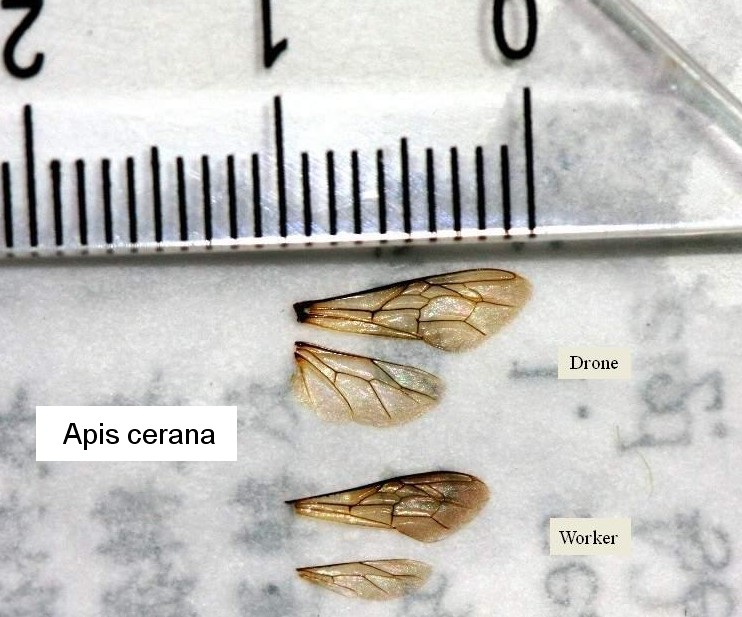
雄蜂與工蜂翅脈
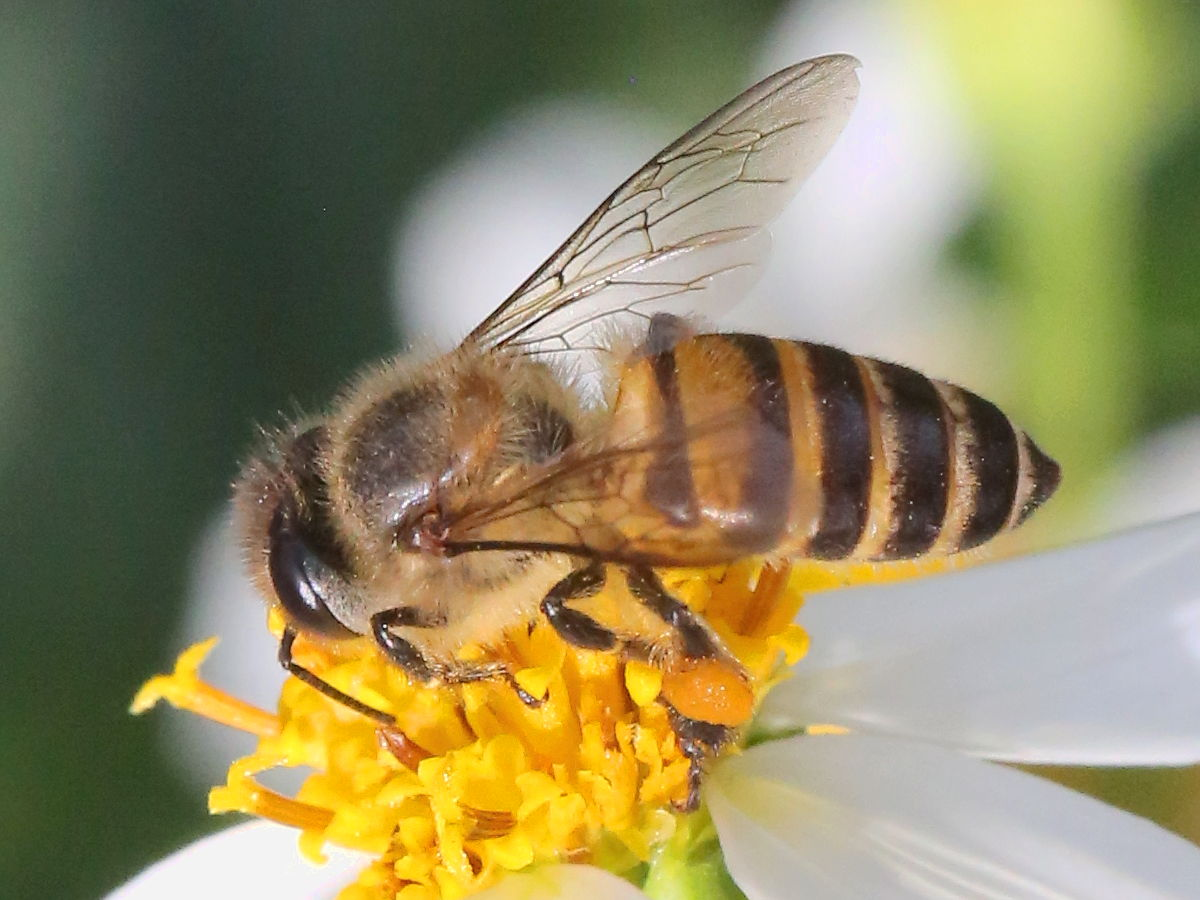
泰国清邁，工蜂采蜜